# Odnowienie odroślowe
Odnowienie odroślowe – przykład odnowienia wegetatywnego roślin drzewiastych. Jest odnowieniem wynikłym z obudzenia pączków śpiących bądź przybyszowych znajdujących się na pniaku (na tzw. bezpieńkę) lub korzeniach. Drzewa powstałe z tego odnowienia mają duże przyrosty, jednak są krótkowieczne i chorowite (przejmują choroby na które było porażone drzewo podstawowe – mateczne).
Odnowienie odroślowe w gospodarce leśnej znajduje najczęściej zastosowanie w przypadku ukierunkowania na produkcję drobnych sortymentów lub na produkcję drewna opałowego. Najsilniejsze odroślą dają: olsza, klon, lipa, grab, jesion, dąb, wierzba, brzoza, osika i inne topole oraz słabe - buk. Do najczęściej spotykanych drzewostanów odroślowych należą drzewostany olszowe, grabowe, rzadziej dębowe. Odrośla naszych drzew liściastych, dłużej zachowują żywotność, jeżeli pochodzą od młodych pni. Powstałe ze starych pni są nietrwałe i szybko ulegają zgniliźnie. Dlatego też drzewostany odroślowe prowadzone są w krótkiej kolei rębności (są usuwane w młodym wieku), przy której nie można uzyskać wartościowych sortymentów. Poza tym drzewostany odroślowe na przestrzeni dłuższego okresu wpływają ujemnie na glebę, powodując zjawisko jednostronnego wyczerpania gleby (zmęczenie gleby).
Zdolność odroślową wykorzystuje się przy zabiegach pielęgnacyjnych w uprawach i odnowieniach naturalnych u takich drzew, jak np. dąb. Wolno rosnące, wadliwie ukształtowane młode dęby, których wzrostu nie da się pobudzić, a formy poprawić przez podkrzesanie, przycięcie korony i inne zabiegi pielęgnacyjne, ścina się przy ziemi (bez-pieńka). Dzięki temu z pączków śpiących wyrastają szybko rosnące, proste odrośla, z których jedno, najdorodniejsze, pozostawia się do dalszej hodowli, a pozostałe usuwa.

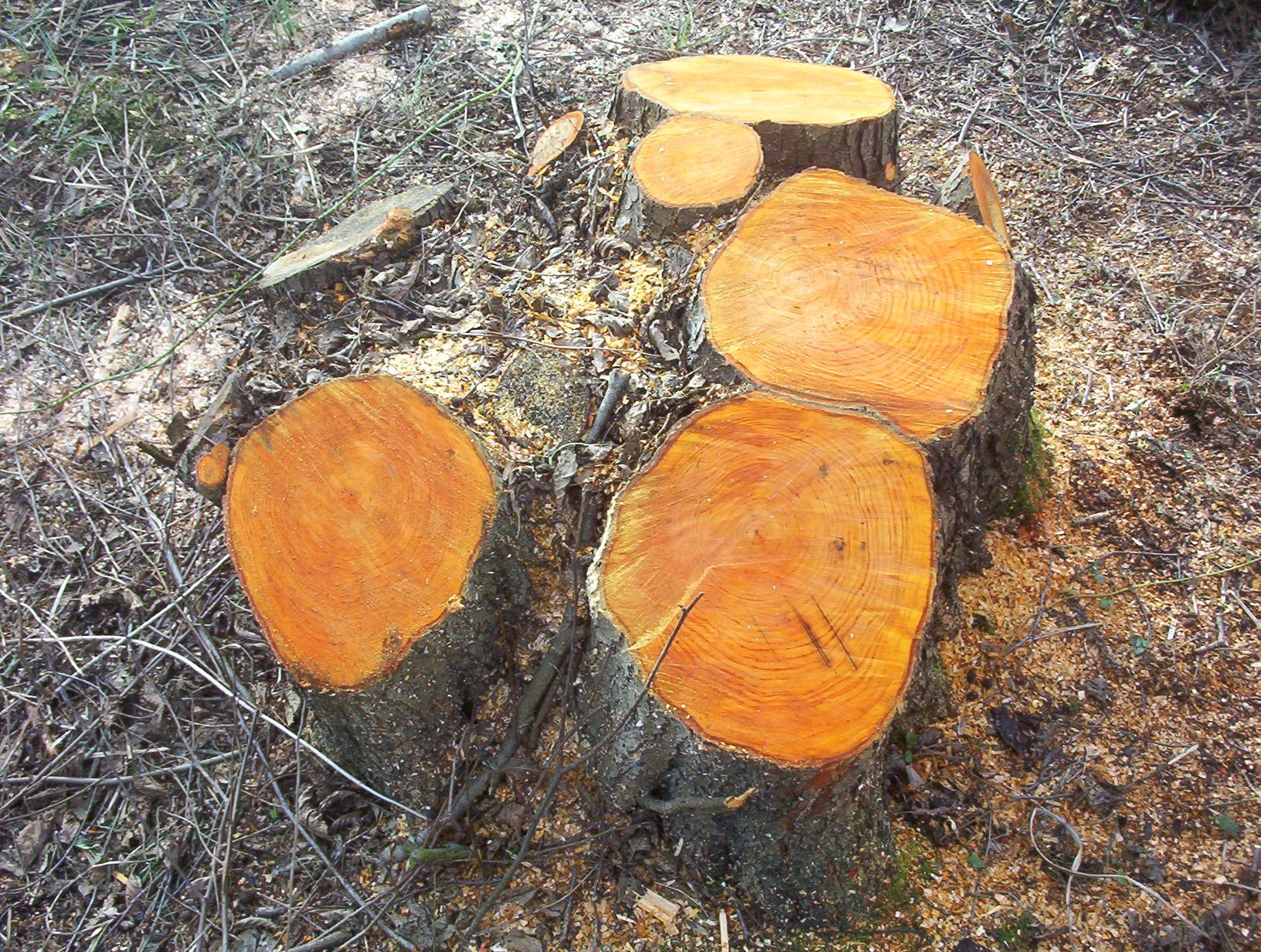
Pnie olszy czarnej po ścięciu,
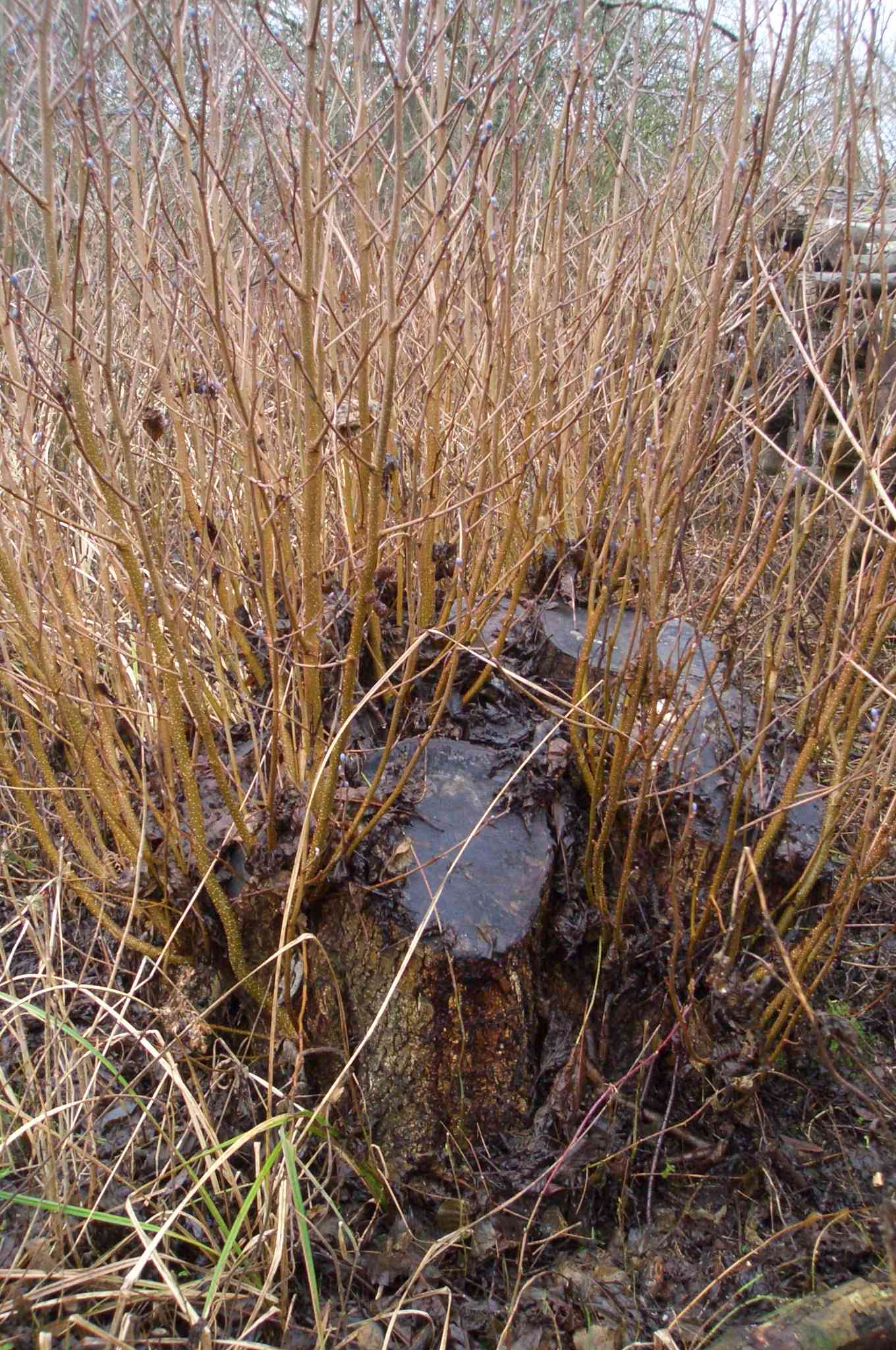
Odrośla powstałe rok później.

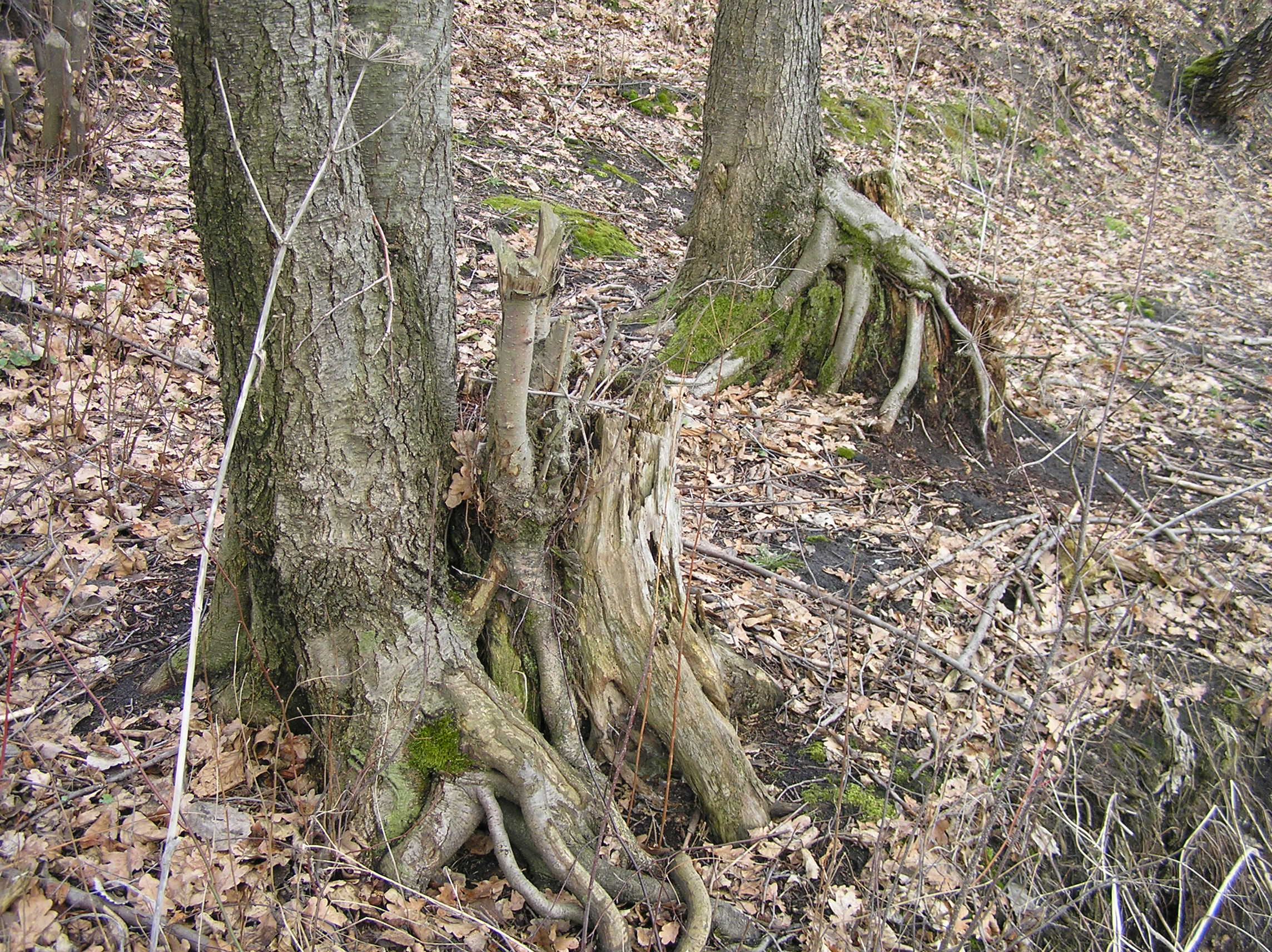
Stare odnowienia odroślowe olszy czarnej,
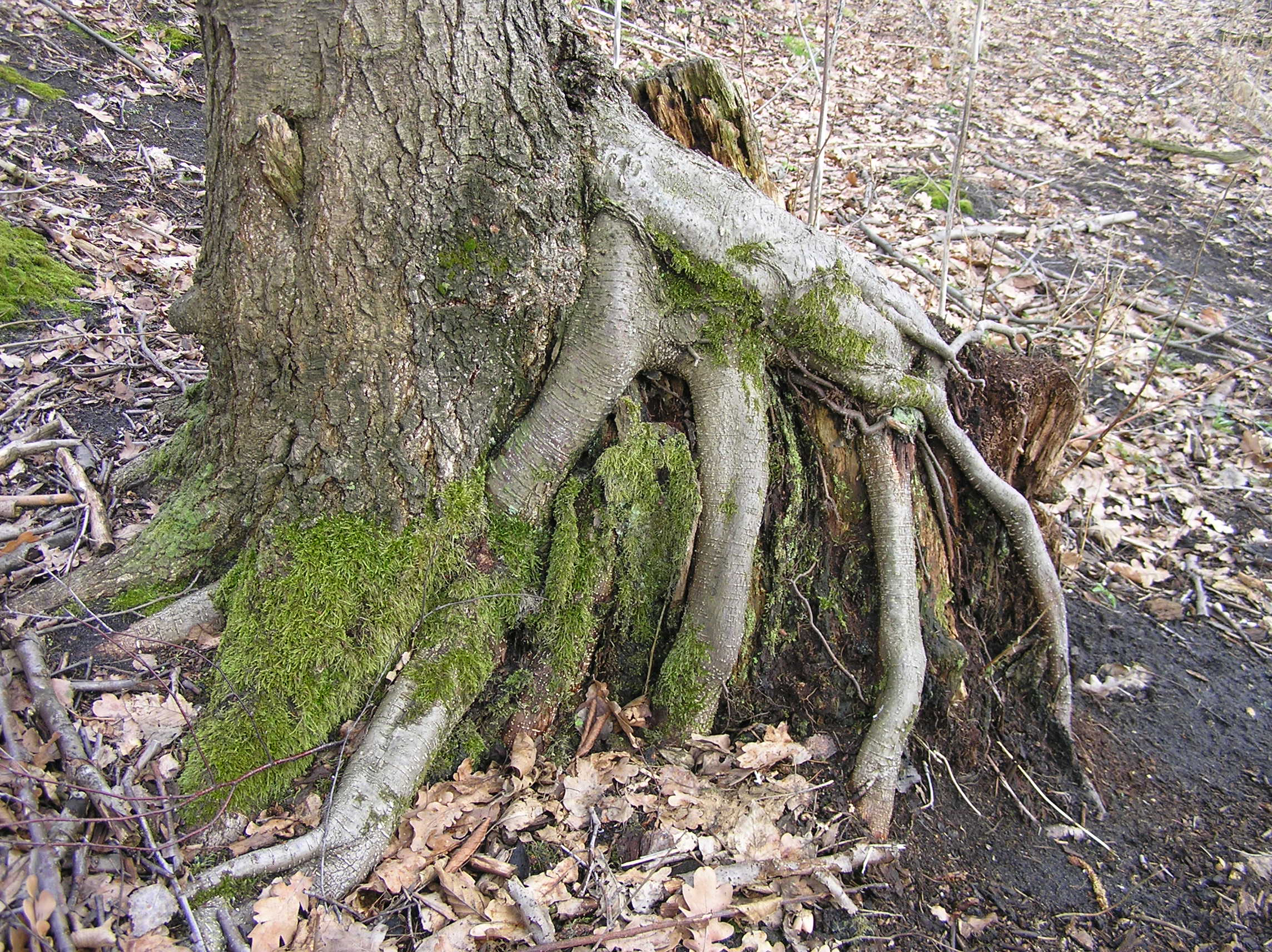
widoczne są pnie roślin matecznych,
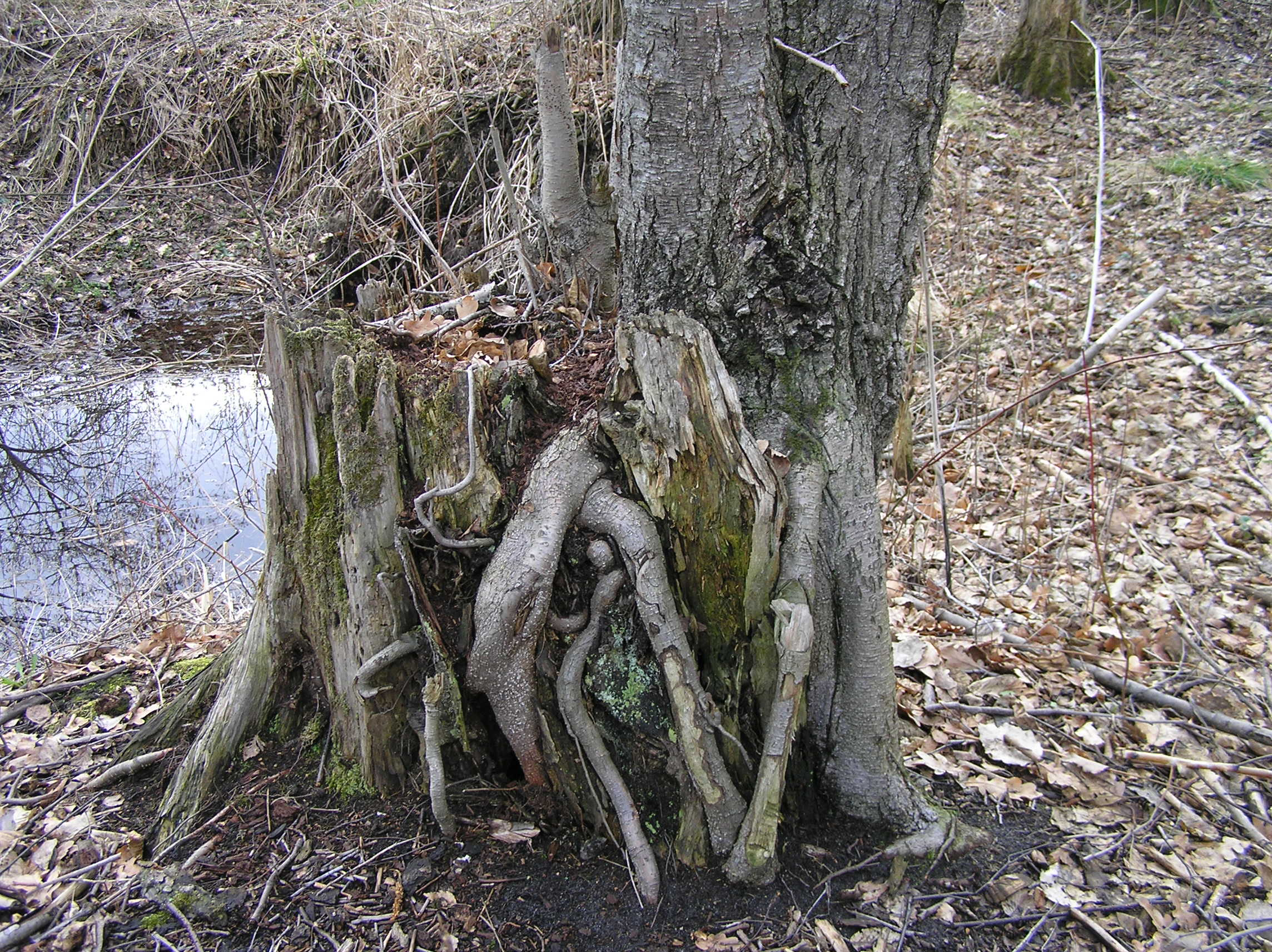
widoczne są również silne, bardzo niekształtne napływy korzeniowe.